# 푸르나 자가나탄
푸르나 자가나탄(Poorna Jagannathan, 1972년 12월 22일 ~ )은 미국의 배우, 프로듀서이다.

## 출연 작품
- 범죄의 장인 (2023) - 레한 역
- 쉐어 (2019)
- 존 도우 (2018)
- 마일 22 (2018)
- 데이지 윈터스 (2017)
- 언 액터 프리페어스 (2017)
- 더 서클 (2017)
- 더 나이트 오브 (2016)
- 그로잉 업 스미스 (2015)
- 디스 유스 이즈 크레이지 (2013)
- 땡스 포 쉐어링 (2012)
- 피스, 러브, & 미선더스탠딩 (2011)
- 델리 벨리 (2011)